# V349 Андромеды
V349 Андромеды (лат. V349 Andromedae) — одиночная переменная звезда в созвездии Андромеды на расстоянии приблизительно 2354 световых лет (около 722 парсеков) от Солнца. Видимая звёздная величина звезды — от +8,93m до +8,81m.

## Характеристики
V349 Андромеды — красный гигант, пульсирующая медленная неправильная переменная звезда (LB:) спектрального класса M0 или M4. Масса — около 1,11 солнечной, радиус — около 52,05 солнечных, светимость — около 554,059 солнечных. Эффективная температура — около 3881 K.

## Планетная система
В 2019 году учёными, анализирующими данные проектов HIPPARCOS и Gaia, у звезды обнаружена планета.